# Структурно-денудаційний рельєф

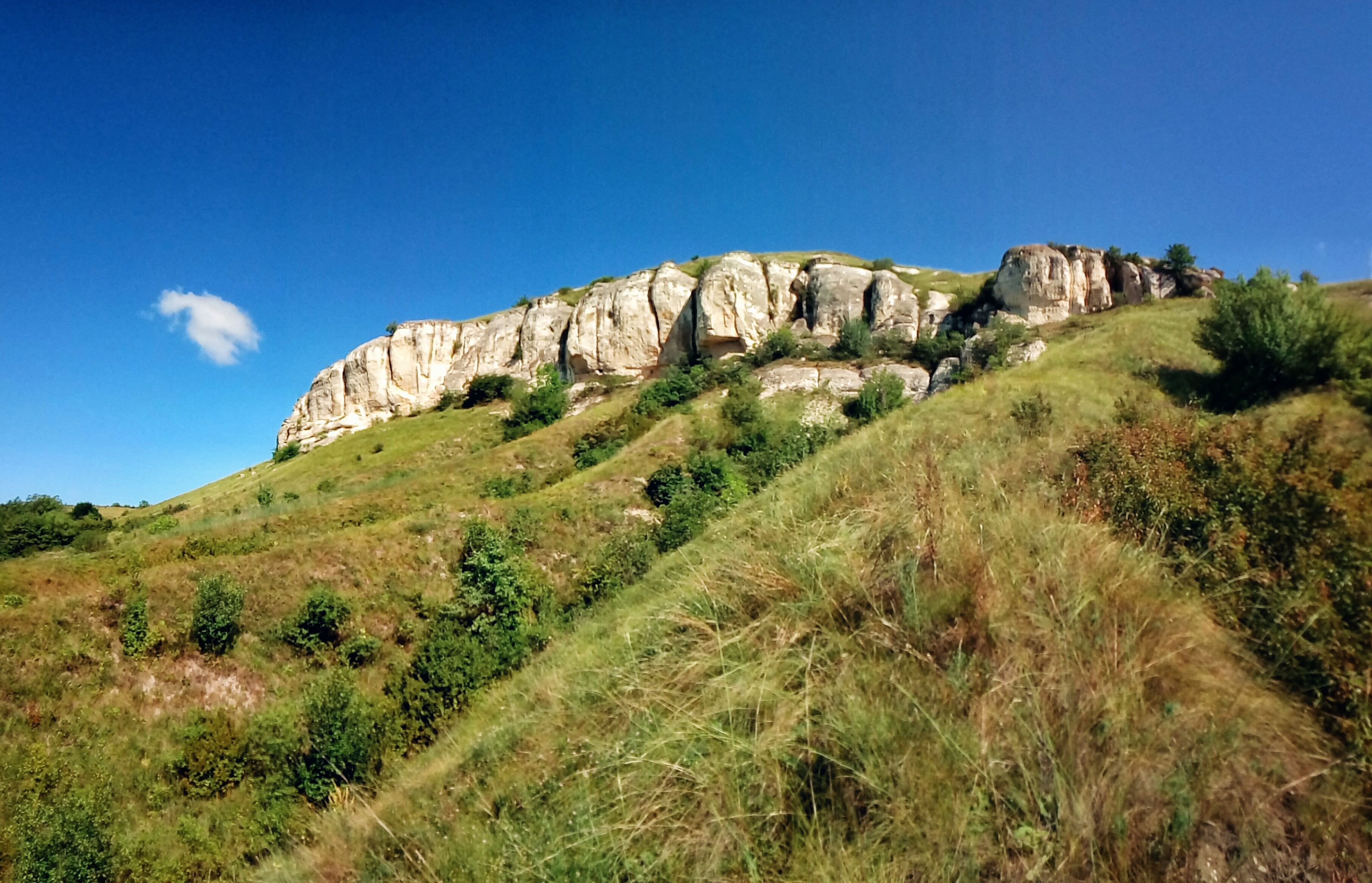
Геологічна пам'ятка природи Яришівська світа

Структурно-денудаційний рельєф (рос. структурно-денудационный  рельеф, англ. structural denudational relief; нім. Struktur-Denudationsrelief n) – рельєф, морфологія якого обумовлена геологічними структурами, препарованими денудацією. Може бути прямим і оберненим (інверсійним) в залежності від стадії розвитку, інтенсивності денудації та літологічного складу гірських порід.
Приклад: структурно-денудаційний рельєф Подільських Товтр, утворений внаслідок відпрепарування рифогенних споруд.
С.-д.р. формується в результаті: тектонічних піднять, на які накладаються процеси денудації; вибіркового освоєння розломів і макротріщин та субпаралельного відступання схилів; відпрепарування: стійких порід, обмежених розломами скидового та інших типів; елементів складчастої та моноклінальної структури; інтрузивних тіл, вулканічних апаратів та порід кристалічного фундаменту платформ; субгоризонтальних шарів, біогерм і рифових споруд.